# En vej frem
En vej frem er en dansk dokumentarfilm fra 2006 med instruktion og manuskript af Freja Holger Pedersen og Rune Selsing.

## Handling
Filmen handler om venskabet mellem en ældre dansk dame og to drenge fra hhv. Somalia og Irak. Sammen arbejder de for at forbedre forholdene i det ghetto-område de bor i. Pludselig bliver den ene af drengene anholdt, og filmen følger gruppens forhold i de fem måneder, der går før dommen i landsretten.